# Телефармацевтика
Телефармацевтика — это оказание фармацевтических услуг через телекоммуникации пациентам в местах, где они могут не иметь прямого контакта с фармацевтом. Это пример более широкого феномена телемедицины, который реализован в области фармации. Службы телефармацевтики включают фармакотерапию, консультирование пациентов, предварительное разрешение и разрешение на пополнение отпускаемых по рецепту лекарств, а также мониторинг соблюдения формуляра с помощью телеконференции или видеоконференции. Дистанционная выдача лекарств с помощью автоматизированных систем упаковки и маркировки также может рассматриваться как пример телефармацевтики. Услуги телефармацевтики могут предоставляться в розничных аптеках или больницах, домах престарелых или других медицинских учреждениях.
Термин также может относиться к использованию видеоконференций в аптеке для других целей, таких как дистанционное предоставление услуг по обучению и управлению для фармацевтов и аптечного персонала.

## Преимущества и недостатки
Основной привлекательностью телефармацевтики является её потенциал для расширения доступа к аптечной помощи в небольших сельских общинах, некоторые из которых не могут содержать фармацевта, работающего полный рабочий день, или не могут нанять фармацевта для проживания в своём регионе. Телефармацевтика может предоставить пациентам в отдалённых местах доступ к профессиональному аптечному уходу, который не может быть получен на месте, что может снизить затраты и повысить безопасность пациентов за счет лучшего консультирования пациентов и мониторинга приёма лекарств. Совместное использование фармацевтов между участками также может снизить затраты в существующих учреждениях, которым больше не нужно нанимать фармацевта, работающего полный рабочий день.
Потенциальные затраты на телефармацевтику в целом такие же, как и затраты, связанные со всеми формами телемедицины: потенциально уменьшенное взаимодействие человека между медицинскими работниками и пациентами, повышенный риск ошибки, когда медицинские услуги оказываются в отсутствие зарегистрированного специалиста, и повышенный риск того, что защищённая информация о здоровье может быть скомпрометирована посредством электронного хранения и передачи информации.

## Реализация
Реализация телефармацевтики зависит от региона и юрисдикции. Факторы, включая географию, законы и правила, а также экономику, влияют на её реализацию.

### Австралия
С 1942 года в Австралии Royal Flying Doctor Service of Australia используется некая форма фармацевтики. Медицинские сундуки с медикаментами и оборудованием размещены в отдалённых населенных пунктах, где их можно вводить пациентам во время телеконсультации. По всей Австралии по состоянию на 2006 год были распределены около 3500 сундуков. За один год в Квинсленде было зарегистрировано 21 470 консультаций посредством телемедицине, из которых 13,7% привели к назначению лекарств из медицинского ящика. Наиболее часто применяемыми лекарственными средствами являются антибиотики, анальгетики и желудочно-кишечные препараты. Эта система улучшает доступ как к неотложной, так и к обычной медицинской помощи в отдалённых районах Австралии и снижает потребность пациентов в поездках для получения медицинской помощи.
Еще одной формой телефармацевтики в Квинсленде является предоставление фармацевтических обзоров в сельских больницах, в которых не хватает штатных фармацевтов. Несмотря на то, что более широкое использование телефармацевтики могло бы помочь уменьшить нехватку фармацевтов, Австралия отстала от США по её внедрению отчасти потому, что врачи, медсестры и другие медицинские работники предоставляют аптечные услуги в сельских и отдалённых районах, где нет фармацевтов.

### США
Внедрение телефармацевтики в США началось в 2000-х годах. Сочетание факторов, в том числе изменения в механизме компенсации средств за лекарства и рецессия 2007–2008 гг. привела к сокращению числа независимых аптек в сельской местности. В ответ на потребность в альтернативных способах предоставления аптечных услуг в сельских общинах, где нет фармацевта, работающего полный рабочий день, в нескольких штатах среднего Запада и Северо-Запада с обширными сельскими районами была разработана политика и методы телефармацевтики.
В 2001 году Северная Дакота стала первым штатом США, принявшим правила, позволяющие розничным аптекам работать без физического присутствия фармацевта. В следующем году государственные агентства и гранты учредили проект телефармацевтики в Северной Дакоте, который в настоящее время поддерживает более пятидесяти удалённых точек розничной торговли и больничных аптек по всей Северной Дакоте. В этой программе лицензированный фармацевт в центральном офисе общается с специалистом в удалённой аптеке и пациентами посредством видеоконференций. Исследование программы, проведенное в 2004 году, показало, что телефармацевтика обеспечивает такое же качество аптечных услуг, что и традиционные услуги. Исследование работы одного предприятия в Северной Дакоте в период с 2002 по 2004 год показало, что, хотя оборачиваемость запасов лекарств была ниже, чем в среднем по отрасли, удалённые участки могли работать с прибылью. Успех и расширение этой программы стали образцом для программ и законов в других штатах.
Ассоциация общественного здравоохранения Спокана и сеть центров общественного здоровья Спокане запустила программу телефармацевтики в 2001 году. Эта программа обеспечивает дистанционную доставку лекарств и консультации по вопросам здоровья для пациентов в шести городских и сельских клиниках, персонал удалённых точек связан с фармацевтами в центральной точке посредством видеоконференций. Опрос показал, что большинство пациентов в отдалённых местах согласны с тем, что им было бы трудно получать свои лекарства без этой программы.
Аляскинский медицинский центр, больница в Анкоридже, Аляска, предоставляющая услуги телездравоохранения аборигенам Аляски населению, учредила программу телефармацевтики в 2003 году для улучшения качества своих фармацевтических услуг в сельских населенных пунктах. Американское общество фармацевтов присудило программе награду 2006 года за выдающиеся достижения в области безопасности при использовании лекарственных средств, заключив, что использование телефармацевтики улучшило доступ к фармацевтической помощи и позволило фармацевтам следить за безопасностью лекарственных средств и поощрять их соблюдение, а также сделать аптечную помощь более рентабельной.
Медицинское бюро ВМС США управляет масштабной программой телефармацевтики для лечения обслуживающего персонала. После пилотной программы в военно-морской клинике Пенсакола во Флориде и военно-морской клинике Бремертон в Вашингтоне, в 2010 году ВМС расширили её на большее количество объектов по всему миру. Эта программа представляет собой крупнейшую реализацию телефармацевтики на сегодняшний день.
В 2011 году Калифорния приняла Закон об усовершенствовании телездравоохранения, чтобы обновить юридические определения телемедицины, упростить процессы утверждения услуг телездравоохранения и расширить спектр медицинских услуг, которые могут быть предоставлены с помощью телемедицины. Закон устанавливает юридический паритет между прямым и дистанционным предоставлением аптечной помощи. Первый пункт телефармацевтики в штате Айова был открыт в сентябре 2012 года после получения разрешения от Аптечного совета Айовы сроком на три года, которое позволяет учреждению работать без фармацевта на месте.

### Канада
Принятие телефармацевтики в Канаде началось как ответ на общенациональную нехватку фармацевтов. Первая канадская служба телефармацевтики была создана в больнице Кранбрука в июне 2003 года, чтобы помочь больнице в соседнем городе, которая не смогла нанять фармацевта. Чтобы удовлетворить потребность в обслуживании, фармацевт больницы в Кранбруке начал использовать технологию телефармацевтики для наблюдения за фармацевтами в другой больнице. Впоследствии аналогичная услуга была распространена на другие небольшие больницы в провинции; он также используется для предоставления страхового покрытия, когда единственный фармацевт больницы отсутствует из-за болезни или отпуска. Машины дистанционной выдачи лекарств начали работу в Онтарио в 2007 году. После того, как пациент вставляет рецепт в дозирующий аппарат, рецепт сканируется, и пациент подключается с помощью видеоконференции по телефону к фармацевту. Фармацевт рассматривает рецепт, обсуждает историю лечения пациента и дает разрешение на выдачу лекарства пациенту. Машины оказались успешными, один из опросов показал, что 96% пациентов получили разрешение менее чем за пять минут. По состоянию на 2009 год больница в Онтарио использовала услуги телефармацевтики в дополнение к удержанию фармацевта в больнице; врач-фармаколог рассматривает заказы лекарств, а фармацевт на месте работает с пациентами и следит за безопасностью лекарств в учреждении. Таким образом, поддержка телефармацевтики позволяет специалисту на месте сосредоточиться на более нюансированных задачах, для которых физическое присутствие является необходимым.

### Другие страны
После успеха в Канаде машины для раздаточного дозирования лекарств должны были пройти тестирование в нескольких больницах в Великобритании в 2010 году. В 2013 году американская компания Maxor National Pharmacy Services сообщила, что е' машины для дистанционного дозирования лекарств используются в Бахрейне, Бельгии, Кубе, Англии, Германии, Гуаме, Италии, Японии, Испании и Венесуэле.
В 2010 году аптеки Mannings стали первыми в Гонконге, которые использовали видеоконференции, чтобы позволить пациентам в точках продаж без штатных фармацевтов консультироваться с фармацевтами в других местах.